# Leigh Ann Brown
Leigh Ann Brown (* 17. August 1986 in Poway, Kalifornien als Leigh Ann Robinson) ist eine ehemalige US-amerikanische Fußballspielerin, die zuletzt in der Saison 2015 beim FC Kansas City unter Vertrag stand.

## Werdegang

### Verein
Brown begann ihre Profikarriere im Jahr 2007 bei den San Diego Sunwaves in der W-League. Nach der Auflösung der Sunwaves schloss sie sich dem WPSL-Teilnehmer San Diego United an. Ein Jahr später wechselte Brown in die WPS zum FC Gold Pride und spielte in den Folgejahren auch für die Ligakonkurrenten Atlanta Beat und Philadelphia Independence. Ein bereits geschlossener Anschlussvertrag für die Saison 2012 mit Philadelphia verlor nach der Auflösung der WPS seine Gültigkeit.
Im ersten Halbjahr 2012 spielte Brown für den russischen Champions-League-Teilnehmer FK Rossijanka und schied mit diesem im Viertelfinale des Wettbewerbs gegen Turbine Potsdam aus. Im Sommer 2012 wechselte sie zurück in die USA und schloss sich New York Fury an.
Im Februar 2013 wurde Brown vom FC Kansas City verpflichtet und gab ihr Ligadebüt am 13. April 2013 gegen den Portland Thorns FC. In der Saison 2013 stand sie in allen 22 Saisonspielen in der Startformation Kansas und wurde lediglich einmal, im letzten Saisonspiel, verletzungsbedingt ausgewechselt. Bis zum Saisonende 2015 verpasste Brown nur ein Saisonspiel und gewann mit dem FCKC 2014 und 2015 jeweils die NWSL-Meisterschaft. Ende Oktober 2015 beendete sie ihre Karriere.

### Nationalmannschaft
Ihr Debüt in der A-Nationalmannschaft gab Brown am 3. September 2013 im Test-Länderspiel gegen Mexiko an der Seite ihrer Teamkameradin Erika Tymrak.

## Erfolge
- 2014, 2015: NWSL-Meisterschaft (FC Kansas City)